# Rosalía
Rosalía Vila Tobella (Sant Esteve Sesrovires, 25 de setembro de 1992), conhecida mononimamente como Rosalía, é uma cantora, compositora e produtora musical espanhola. Ela foi descrita como uma "estrela pop atípica" devido aos seus estilos musicais que misturam múltiplos gêneros. Depois de se encantar pela música folk espanhola aos 14 anos, ela estudou musicologia na Catalonia College of Music, enquanto também se apresentava em bares musicais e casamentos.
Ela completou seus estudos com honras em virtude de seu álbum de covers colaborativo com Raül Refree, Los Ángeles (seu álbum de estreia de 2017) e o projeto de bacharelado El Mal Querer (seu segundo álbum de estúdio, lançado em 2018). Reimaginando o flamenco, misturando-o com música pop e hip hop, seu segundo álbum produziu os singles "Malamente" e "Pienso en tu Mirá", que chamaram a atenção do público espanhol em geral e foram lançados com aclamação da crítica universal. Vencedor do Grammy Latino de Álbum do Ano e listado entre os 500 Melhores Álbuns de Todos os Tempos pela Rolling Stone, El Mal Querer deu início à ascensão de Rosalía no cenário musical internacional. Rosalía explorou a música urbana com seus lançamentos de 2019, "Con Altura" e "Yo x Ti, Tú x Mí", que tornaram-se sucessos globais. Ela deu ao reggaeton um toque experimental em seu terceiro álbum de estúdio, Motomami (2022), afastando-se do novo som flamenco de seu antecessor. O álbum chamou a atenção internacional com seus singles "La Fama", "Saoko" e "Despechá" e se tornou o álbum mais bem avaliado do ano no Metacritic.
Ao longo da sua carreira, Rosalía acumulou onze canções número um em seu país de origem, a maior quantidade por um artista local. Ela também ganhou dois Grammy Awards, doze Latin Grammy Awards (incluindo dois prêmios de Álbum do Ano), quatro MTV Video Music Awards, dois MTV Europe Music Awards, três UK Music Video Awards, dois Premio Ruido Awards e entre outros. Em 2019, a Billboard lhe deu o prêmio Estrela em Ascensão por "mudar o som da música mainstream atual com seu pop moderno influenciado pelo flamenco", e se tornou a primeira cantora espanhola da história a ser indicada ao prêmio de Artista Revelação no Grammy Awards. Ela é amplamente considerada uma das cantoras espanholas mais bem-sucedidas e influentes de todos os tempos.

## Biografia e carreira

### 1992–2016: Início da vida e início da carreira
Rosalía nasceu a 25 de setembro de 1992 no Hospital Geral da Catalunha, e foi criada em Sant Esteve Sesrovires, uma pequena cidade na Catalunha. É a filha mais nova de Pilar Tobella, uma empresária que administra a empresa da família há décadas. O seu pai, José Manuel Vila, nasceu em Cudillero, Astúrias. Os seus pais separaram-se em 2019. Tem uma irmã mais velha, Pilar "Pili" Vila, que trabalha com Rosalía como estilista. Rosalía manifestou interesse pelas artes cênicas ainda muito nova, especialmente depois de descobrir a discografia de Camarón de la Isla. Iniciou a sua formação musical profissional aos 16 anos no Taller de Músics. Ela fez um curso de seis anos na academia. Começou a frequentar as aulas na escola Raval, mas devido às suas notas altas e múltiplas recomendações, transferiu-se para a Escola Superior de Música da Catalunha para terminar os seus estudos. Também trabalhou autonomamente como cantora independente em casamentos e bares musicais, pelos quais recebia "pouco mais de 80 euros ou trocando o trabalho por jantar". Durante esse tempo, Rosalía conheceu muitos artistas espanhóis underground que mais tarde teriam sucesso, como La Zowi, Yung Beef, Kaydy Cain, Hinds e María Escarmiento.
Aos 15, competiu no programa de televisão Tú Sí Que Vales, embora não tenha sido selecionada. Em 2012 ela tornou-se a vocalista do Kejaleo, um grupo de música flamenca com Jordi Franco, Roger Blavia, Cristo Fontecilla, Diego Cortés e Xavi Turull. Eles lançaram um álbum, Alaire, em 2013. Nesse mesmo ano, Rosalía trabalhou profissionalmente em dupla com Juan "Chicuelo" Gómez para promover a trilha sonora de Blancanieves no Festival Internacional de Cinema do Panamá de 2013 em substituição de Sílvia Pérez Cruz e no Festival Grec de Barcelona para a obra de dança contemporânea De Carmen. Em 2013, participou na Association of Performing Arts Professionals (APAP) uma Conferência em Nova York, e foi a voz principal na culminação do Any Espriu 2014 no Palau de la Música. Em 2015 colaborou com La Fura dels Baus num show que estreou em Singapura. Foi o ato de abertura do artista flamenco Miguel Poveda, acompanhado por Alfredo Lagos, no Festival Internacional de Música de Cadaqués, e também no Jerez Jazz Festival 2016. Trabalhou com Rocío Márquez na apresentação de seu álbum El Niño, produzido por Raül Refree, na Primavera Sound 2015. Em 2015, trabalhou também com marca de roupas Desigual e cantou o single do jingle da campanha "Last Night Was Eternal". Nesse mesmo ano, lançou "Un Millón de Veces". A música fazia parte do álbum beneficente Tres Guitarras Para el Autismo. Todos os rendimentos beneficiaram estudos sobre o autismo. Aos 20 anos, trabalhou como professora de flamenco e treinadora vocal. 
Em 2016, colaborou com o rapper espanhol e ex-namorado C. Tangana em "Antes de Morirme". A música foi um sucesso e entrou na parada de singles espanhola em 2018, após o sucesso de outro trabalho de Rosalía. A colaboração recebeu atenção internacional quando foi destaque na trilha sonora da primeira temporada do programa espanhol da Netflix Elite (2018).

### 2016–2017:Los Angeles

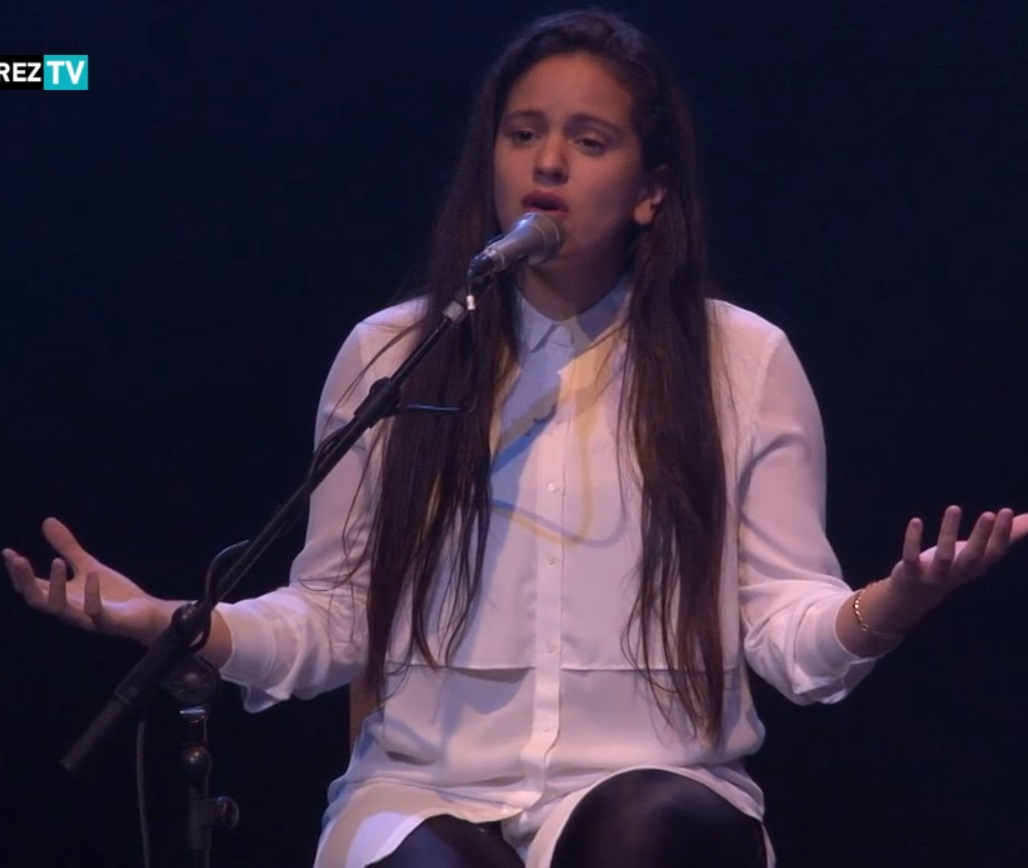
Rosalía no Festival de Jerez (2016)

Em 2016, Rosalía apresentou-se para uma multidão de cem pessoas no Tablao del Carmen, um local especializado em flamenco no Poble Espanyol, em Barcelona. Na platéia estava Raül Refree, a quem ela havia convidado para o show. Eles começaram a trabalhar em dois álbuns juntos. Rosalía assinou com a Universal Music no final de 2016, e mudou-se para a Califórnia. Ela, então, lançou Los Angeles. O álbum fala sobre a morte de uma forma sombria com acordes de guitarra agressivos de Refree. Apresenta releituras de clássicos do flamenco recebendo diversos elogios. Foi nomeada para Melhor Artista Revelação no 18º Grammy Latino. O álbum foi lançado em 10 de fevereiro de 2017 pela Universal Music e gerou dois singles, "Catalina", lançado em outubro de 2016, e "De Plata", lançado em agosto de 2017. O álbum foi muito bem recebido pela crítica. Jordi Bardají escreveu em 1 de novembro de 2018 que o disco era "um dos maiores' hits inesperados' que as listas de vendas espanholas conheceram nos últimos tempos". Los Ángeles alcançou a sua posição máxima de número nove em 11 de novembro de 2018 e permaneceu na parada de álbuns desde a sua entrada, acumulando um total de 89 semanas. Los Ángeles ganhou o prêmio de "Álbum do Ano" no Time Out Awards e o Prêmio Ruido de la Prensa de Melhor Disco Nacional, entre outros. Em 2017, a RTVE entrou em contato com Rosalía para participar da pré-seleção para representar a Espanha no Eurovision Song Contest 2017, mas ela recusou educadamente devido a conflitos de agenda com a promoção de seu disco de estreia.
Rosalía e Raül Refree embarcaram numa turnê de concertos, a Los Angeles Tour, divulgando o seu primeiro álbum de estúdio juntos. A digressão começou em 11 de fevereiro de 2017, em Granada, e terminou em 1 de março de 2018 no Palau de la Música, em Barcelona. Durante a turnê, em 2018, a cantora espanhola Bebe prestigiou um dos seus shows ao lado de Juanes, que ficou imediatamente obcecado por Rosalía e pediu a sua empresária Rebeca León para trabalhar com ela. Rebeca concordou em gerenciá-la, pois sentiu que Rosalía era o tipo de artista que só aparece "uma vez a cada cinquenta anos".

### 2018–2020:El Mal Querere reconhecimento internacional

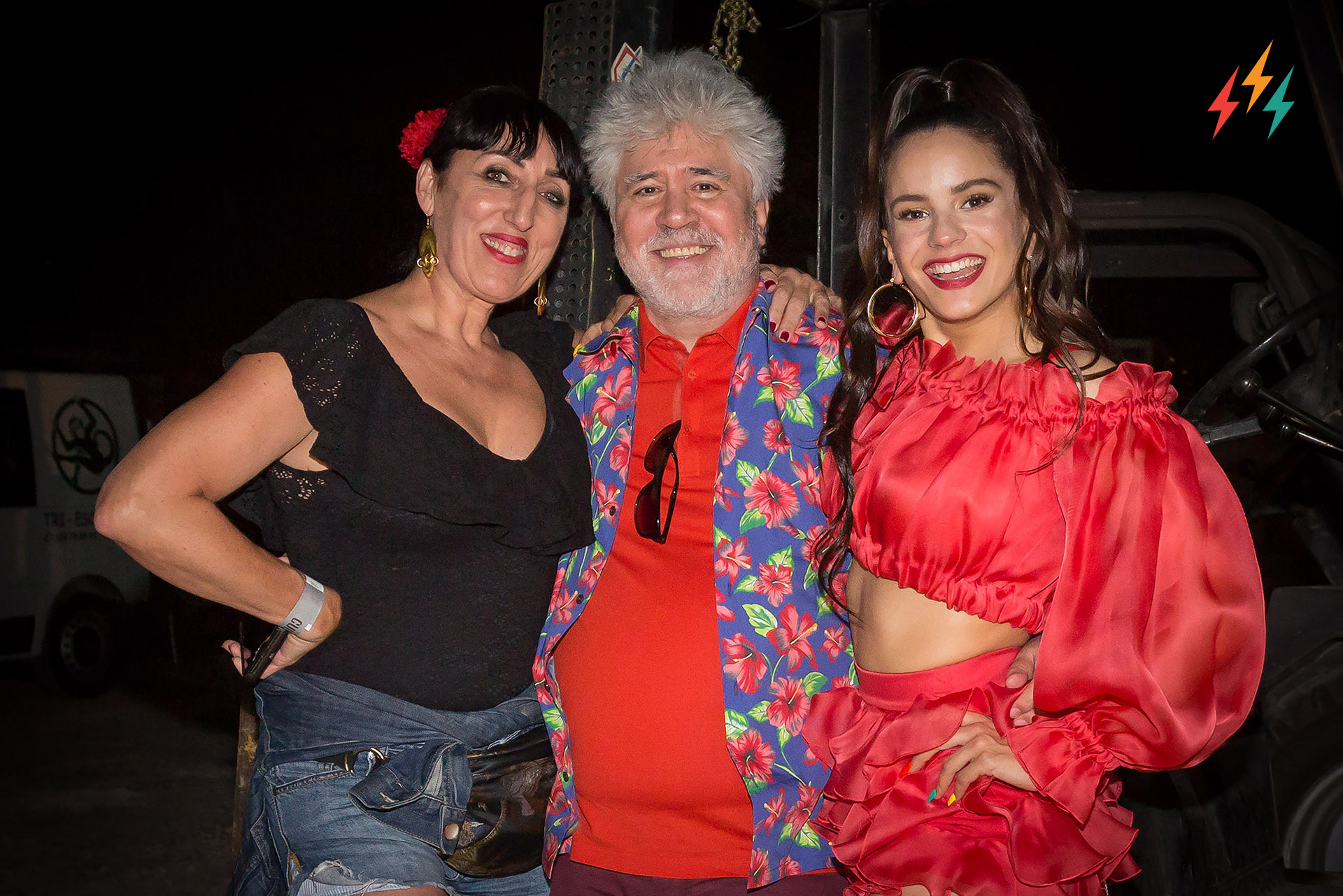
Rossy de Palma (esquerda), Pedro Almodóvar (centro) e Rosalía no Festival Cultura Inquieta em Getafe, Espanha (2018)

O ciclo de gravação do segundo álbum de estúdio de Rosalía, El Mal Querer, começou no início de 2017 como o seu projeto de bacharelado de graduação na Catalonia College of Music. Ela escolheu trabalhar ao lado do músico espanhol El Guincho e gerou o seu conceito ao lado do amigo Ferran Echegaray, que apostou no Romance of Flamenca para seguir o enredo do álbum. Assim, cada música do álbum seria um capítulo da história narrada no romance occitano anônimo. Apesar de não ter orçamento para produzir o disco por ser uma artista independente trabalhando num projeto universitário, Rosalía investiu muito dinheiro próprio, a ponto de quase falir. No entanto, continuou trabalhando nele, afirmando que "o meu objetivo era encontrar uma maneira de explicar essa tradição pela qual sou obcecada da maneira mais pessoal, sem medo e com risco. Antes de lançar o álbum, eu estava endividada e não tinha garantia que isso funcionaria, mas eu tinha a esperança de que, como estava fazendo de coração, fossem poucos ou muitos, que as pessoas que gostassem, gostassem de verdade". O álbum foi quase todo gravado no apartamento de El Guincho em Barcelona com um computador, um microfone e uma mesa de som. Misturaria o flamenco tradicional com a música pop e urbana.
Em maio de 2018, a cantora anunciou o título de seu próximo álbum numa pequena série caseira no YouTube. J Balvin lançou paralelamente o seu quinto álbum de estúdio, Vibras, que contou com a Rosalía na faixa "Brillo". Mais tarde naquele mês, Rosalía lançou o primeiro single do álbum "Malamente". O single chamou a atenção de personalidades internacionais como Kourtney Kardashian, Dua Lipa e inúmeros críticos de música. Em agosto, Rosalía foi contratada para apresentar-se na festa de aniversário de 60 anos de Madonna, mas cancelou o show após vários conflitos logísticos. "Malamente" foi promovido em várias premiações como o MTV Europe Music Awards de 2018, bem como o Grammy Latino. O seu videoclipe, dirigido pelo Canadá , viralizou na Internet e foi nomeado Vídeo do Ano pela Pitchfork. A música foi indicada a cinco Grammys Latinos, dos quais ganhou dois, de Melhor Canção Alternativa e de Melhor Fusão/Performance Urbana. "Malamente" é foi cinco vezes disco platina em Espanha por vender mais de 200.000 cópias e também é platina nos Estados Unidos da América. O single seguinte, "Pienso en tu Mirá", foi lançado em julho pela Sony Music. O seu videoclipe também tornou-se viral nas redes sociais, com elogios à sua estética e simbolismo poético. Muitos portais espanhóis já falavam sobre isso como o "fenómeno Rosalía" ou "furacão Rosalía". A música foi nomeada para Melhor Canção Pop no Grammy Latino de 2019. O terceiro single, "Di Mi Nombre", lançado três dias antes do álbum, rendeu a Rosalía o seu primeiro single número um em Espanha.

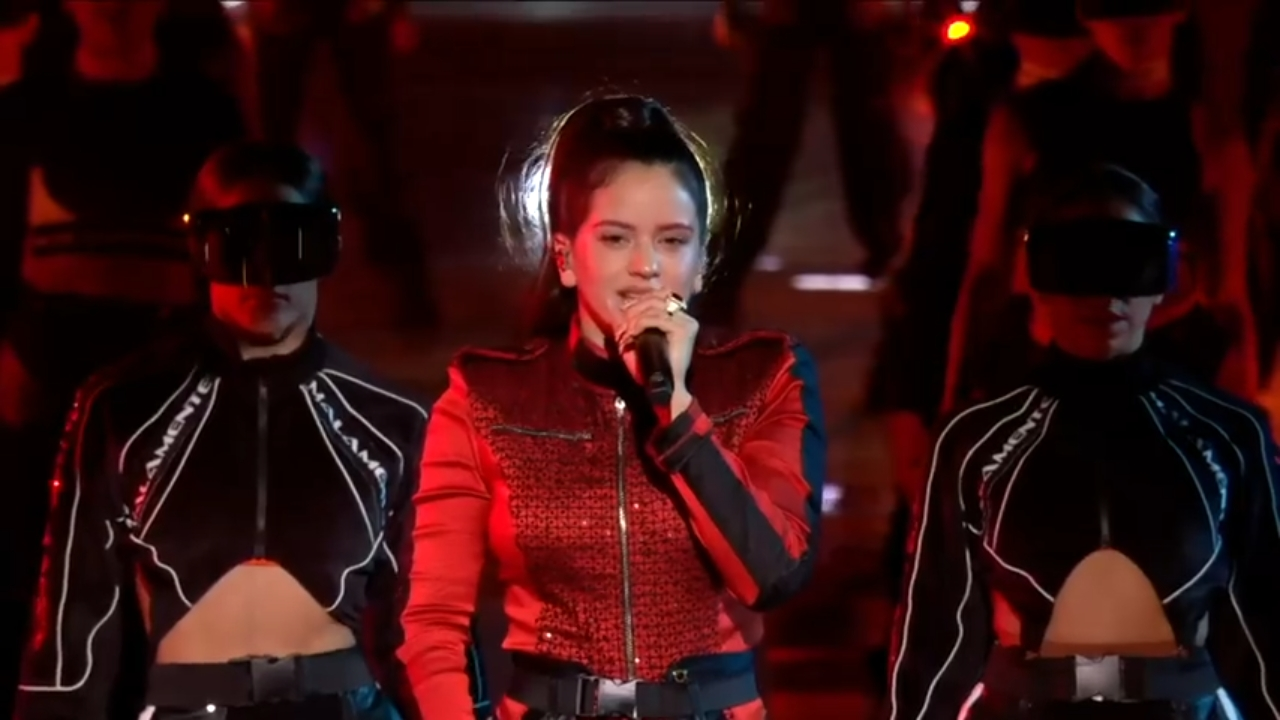
Rosalía apresentando-se no MTV Europe Music Awards de 2018

El Mal Querer foi lançado a 2 de novembro de 2018 e estreou no número dois na parada PROMUSICAE. É apresentado como experimental e conceitual, girando em torno de um relacionamento heterossexual tóxico, inspirado no romance occitano anônimo do século XIII Flamenca. Ele entrou nas paradas da Bélgica, Suíça, Portugal, Holanda e Estados Unidos, onde o álbum estreou no topo da parada de álbuns pop latinos dos EUA. El Mal Querer foi universalmente aclamado pelos críticos de música. Escrevendo para o The Guardian, o crítico principal Alexis Petridis elogiou muito o álbum, dando-lhe a classificação mais alta e descrevendo-o como "o cartão de visita de um novo talento único". El Mal Querer foi listado em mais de vinte listas de final de ano e final de década de álbuns por publicações como Pitchfork, Billboard e The Guardian. A Rolling Stone listou-o em 315º na sua lista dos 500 Maiores Álbuns de Todos os Tempos de 2020, tornando-o o álbum em espanhol mais alto da lista. El Mal Querer foi mais tarde indicado a vários prémios, incluindo quatro Grammys Latinos, um prémio de Música Billboard Latina, um Prémio de Música Latino-Americana e um prémio de Música LOS40. Ganhou os prêmios Grammy Latino de Álbum do Ano, Melhor Álbum Vocal Pop Contemporâneo, Melhor Álbum de Engenharia e Melhor Pacote de Gravação. Portanto, Rosalía tornou-se a primeira mulher a receber o Grammy Latino de Álbum do Ano desde Shakira em 2006. Ela também ganhou um Grammy de Melhor Álbum de Rock Latino, Urbano ou Alternativo. 
Em 2019 Rosalía participou no filme de Pedro Almodóvar Dor e Glória. Essa, porém, não foi a primeira vez que Rosalía participou numa produção audiovisual. Em 2018, cantou a música tema da segunda temporada da série espanhola de sucesso da Netflix Paquita Salas e contribuiu com os vocais para a trilha sonora de Arde Madrid. Em fevereiro de 2019, Rosalía apresentou um cover renovado de "Me Quedo Contigo" de Los Chunguitos ao lado do Orfeó Català no 33º Prêmio Goya , que recebeu aclamação universal da crítica e do público. Embarcou na sua primeira turnê mundial, a El Mal Querer Tour, em apoio ao seu segundo álbum de estúdio um mês depois. A turnê visitou vários festivais como Lollapalooza, Glastonbury e Coachella. Mais de 63.000 pessoas viram Rosalía ao vivo no Primavera Sound, em Barcelona, tornando-se o concerto mais assistido da turnê. A turnê terminou em dezembro de 2019 no WiZink Center em Madrid após 43 shows (12 datas solo – três delas em arenas – e 31 em festivais).

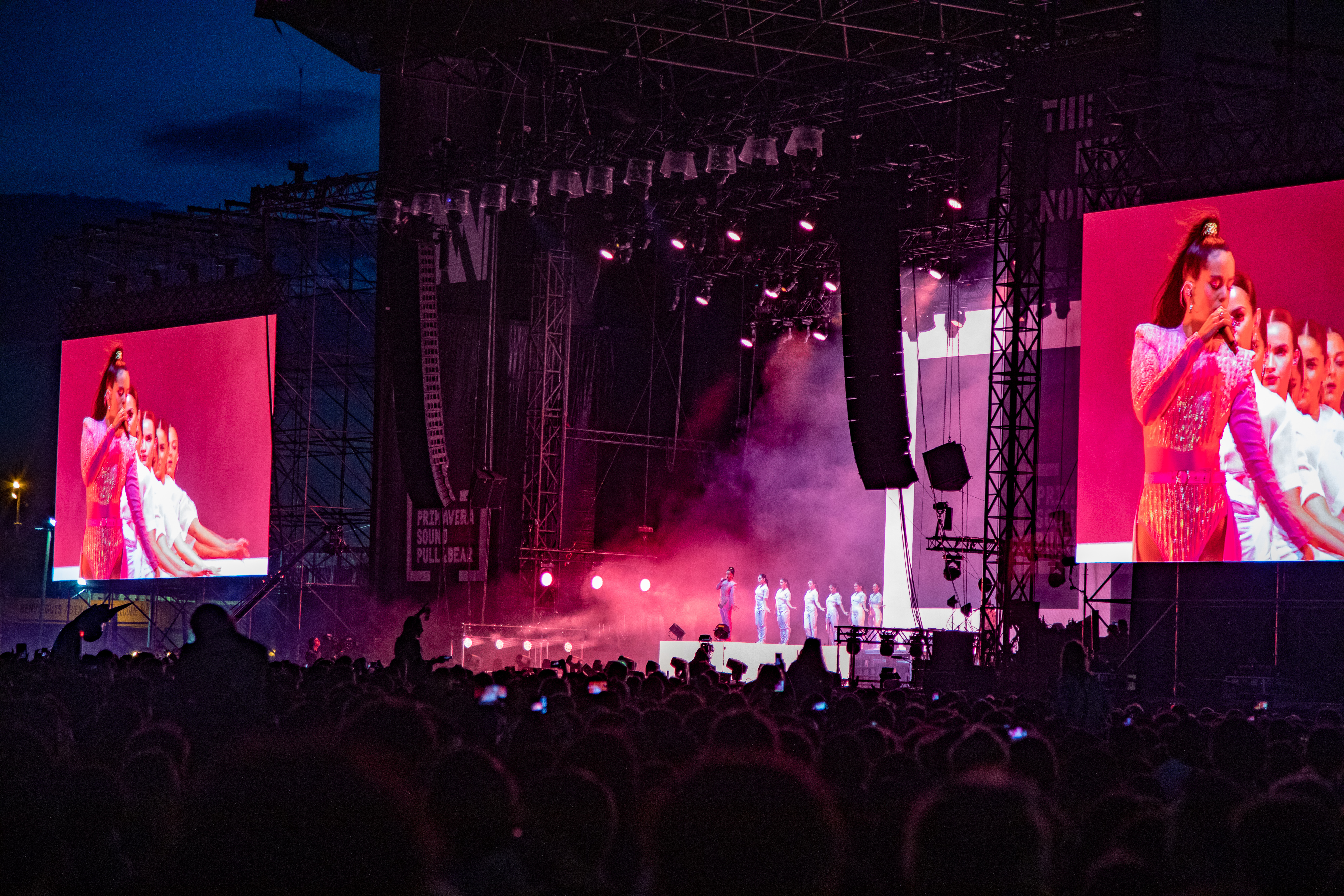
Rosalía apresentando-se para uma multidão de 63.000 pessoas no festival Primavera Sound (2019)

Durante a turnê, Rosalía lançou várias músicas. A 28 de março de 2019, lançou uma segunda colaboração com Balvin, "Con Altura". Apesar de inicialmente receber críticas mistas dos críticos, "Con Altura" liderou as paradas na Argentina, Colômbia, República Dominicana, México, Venezuela e Espanha. O seu videoclipe, dirigido pelo diretor X, tornou-se o videoclipe mais assistido por uma artista feminina de 2019. Também gerou o seu apelido "La Rosalía" e sua coreografia acabou tornando-se viral e um momento no pop latino cultura. "Con Altura" ganhou dois MTV Video Music Awards de Melhor Vídeo Latino e Melhor Coreografia, fazendo dela o primeiro ato espanhol a ganhar um. Também ganhou Melhor Colaboração no MTV Europe Music Awards de 2019 e Melhor Canção Urbana no Grammy Latino de 2019. A música já vendeu mais de sete milhões de cópias em todo o mundo até agora. Em maio, Rosalía lançou a música "Aute Cuture". Tornou-se o seu terceiro número um em Espanha e ganhou uma indicação ao Grammy Latino de Gravação do Ano. Em julho ela lançou o single Fucking Money Man, que inclui duas faixas: "Millionària" (cantado em catalão) e "Dios Nos Libre del Dinero". "Milionària" foi um sucesso, tornando-se a sua quarta música número um no seu país de origem. A 15 de agosto lançou a sua colaboração com Ozuna "Yo x Ti, Tu x Mi". Tornando-se o seu quinto single número um em Espanha. Obteve duas vitórias: Melhor Canção Urbana e Melhor Fusão/Performance Urbana no 21º Grammy Latino. Em novembro, Rosalía lançou "A Palé", que apresenta backing vocals de James Blake, com quem ela havia trabalhado anteriormente em "Barefoot in the Park". Em dezembro, Rosalía foi apresentada ao lado de Lil Baby no remix de "Hight in the Room" de Travis Scott. Com um pico de quatro, isso marcou a primeira vez que uma música dela entrou no gráfico global do Spotify. Foi premiada com o prémio Rising Star da Billboard 's Women in Music pelo reconhecimento internacional que alcançou durante o ano e por "mudar o som da música mainstream de hoje com seu novo pop influenciado pelo flamenco".
A performance de Rosalía de "Juro Que" no 62º Grammy Awards marcou a primeira vez que uma artista espanhola apresentou-se na gala. Também tornou-se a primeira cantora espanhola da história a ser indicada para Melhor Artista Revelação. Durante a quarentena, Rosalía lançou "Dolerme" e, em maio, "TKN", a sua segunda colaboração com Travis Scott, acabou tornando-se a sua primeira entrada na Billboard Hot 100 dos Estados Unidos, estreando no número 66. Também como o sexto single número um delano seu país de origem. Tornou-se muito popular no TikTok globalmente. O videoclipe de "TKN", dirigido por Nicolás Méndez, ganhou o Grammy Latino de Melhor Videoclipe Curta. Ele também gerou uma indicação para Melhor Direção no Berlin Music Video Awards. Em 22 de junho, Arca e Rosalía lançaram sua colaboração altamente antecipada "KLK", incluída no álbum do músico KiCk i.

### 2020–presente: Colaborações eMotomami

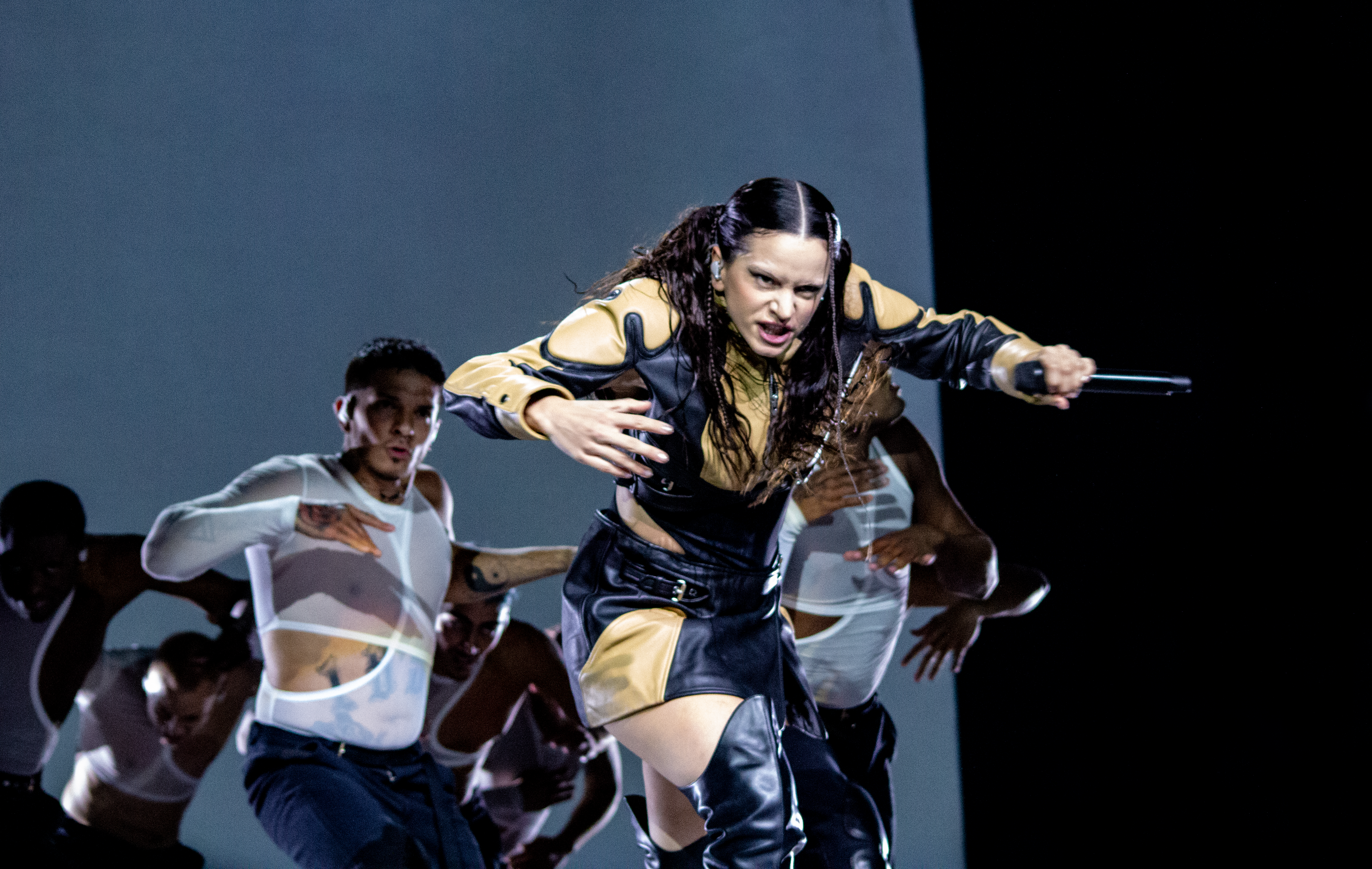
Motomami World Tour em Santiago, Chile (2022)

Rosalía começou a provocar o seu terceiro álbum de estúdio em 2020, afirmando que seria lançado "espero que em 2020, mas sempre que fizer sentido". Ela também revelou que não incluirá os sete singles lançados desde o lançamento de El Mal Querer. Também descartou a ideia de lançar um box set ou um álbum de compilação onde essas músicas seriam incluídas. As sessões de gravação para este novo álbum conceitual começaram em 2019. No início de 2020, Rosalía mudou-se para Miami devido a circunstâncias imprevistas da pandemia do COVID-19. Quando as restrições de viagem dos Estados Unidos começaram a diminuir, a cantora viajou para Porto Rico pela primeira vez, onde gravou sessões com Lunay, Rauw Alejandro e Tego Calderón. Durante o seu tempo na ilha, também gravou um remix de "Relación" de Sech, que também conta com Daddy Yankee, Farruko e J Balvin. O remix foi lançado a 4 de setembro e rendeu a Rosalía a sua segunda entrada na Billboard Hot 100, chegando a 64.
Participou no terceiro álbum solo de Bad Bunny, El Último Tour del Mundo, na faixa "La Noche De Anoche", que mais tarde foi lançada como single no Dia dos Namorados. A colaboração, realizada no Saturday Night Live, tornou-se um grande sucesso comercial, estreando em segundo lugar na parada global do Spotify com 6,63 milhões de streams num único dia, marcando a maior estreia de uma música totalmente cantada em espanhol na história. Também marcou a nona melhor estreia na plataforma em 2020 e a segunda maior estreia no Spotify Espanha na história da música. Uma semana depois, ela colaborou ao lado de The Weeknd no remix de "Blinding Lights". Em 21 de janeiro de 2021, a cantora lançou "Lo Vas a Olvidar", a tão esperada colaboração com Billie Eilish após dois anos de trabalho para promover um episódio especial do programa Euphoria. Em maio, Rosalía surpreendentemente lançou uma colaboração com o músico experimental Oneohtrix Point Never intitulada "Nothing's Special". Em setembro, Rosalía colaborou com a rapper dominicana Tokischa na sua canção "Linda".

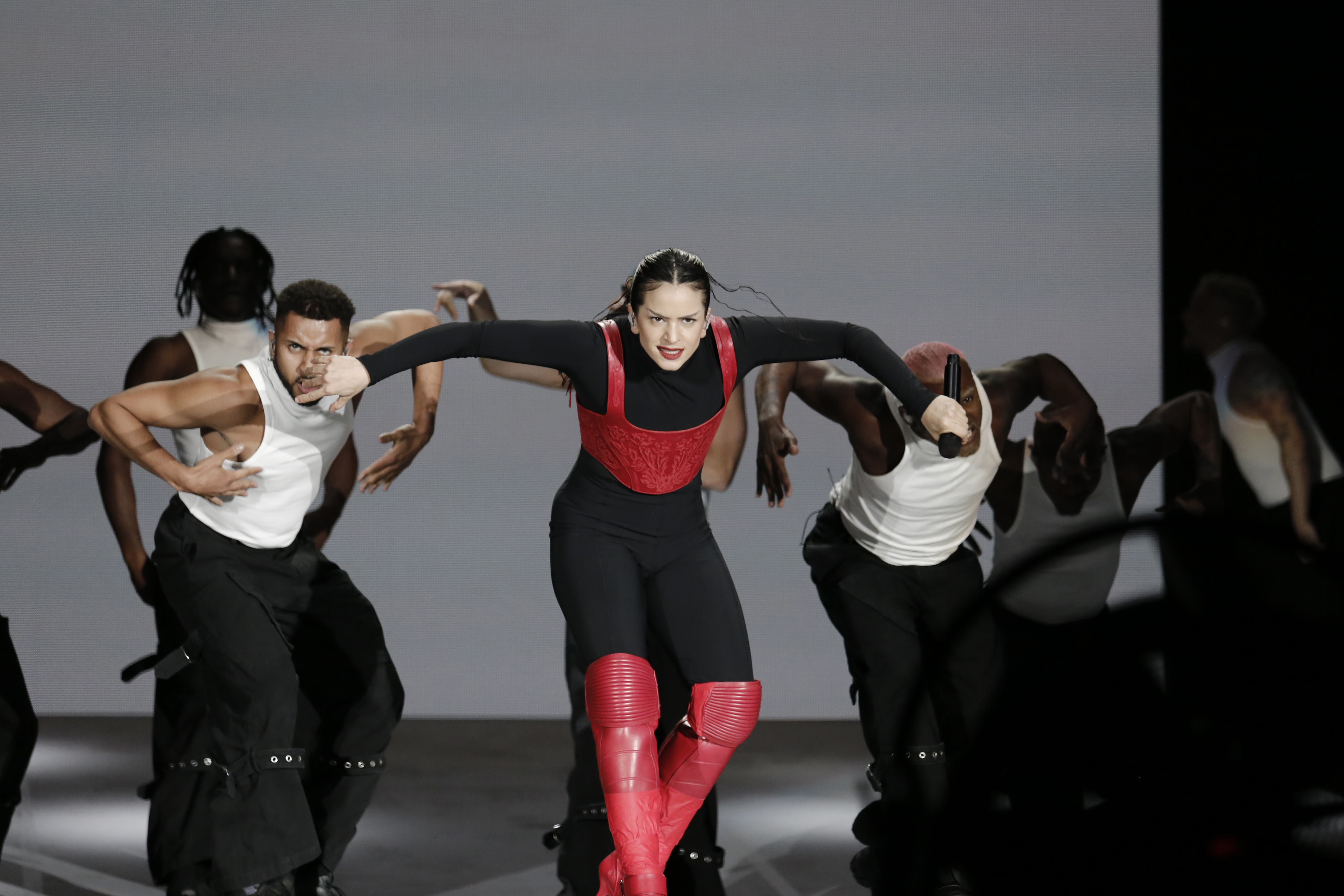
Motomami World Tour na Cidade do México (2023)

Em 2 de novembro de 2021, Rosalía anunciou o título de seu novo álbum, Motomami, que foi lançado em 18 de março de 2022 pela Columbia Records. O seu primeiro single, "La Fama", com The Weeknd, foi lançado em 11 de novembro de 2021. Em dezembro de 2021, a Rockstar Games lançou uma nova estação de rádio Grand Theft Auto Online, Motomami Los Santos, com curadoria de Rosalía e Arca. Em fevereiro de 2022, Rosalía revelou a capa do álbum Motomami e lançou "Saoko" como o segundo single do álbum. Em 24 de fevereiro de 2022, Rosalía lançou "Chicken Teriyaki " como terceiro single do álbum.

## Discografia
- Los Ángeles (2017)
- El mal querer (2018)
- Motomami (2022)

## Prêmios e Indicações

### Grammy Awards
| Ano  | Nomeação                                   | Categoria                                   | Resultado | Ref.   |
| ---- | ------------------------------------------ | ------------------------------------------- | --------- | ------ |
| 2020 | Ela mesma                                  | Best New Artist                             | Indicado  | [ 98 ] |
| 2020 | El Mal Querer                              | Best Latin Rock, Urban or Alternative Album | Venceu    | [ 98 ] |
| 2023 | Motomami                                   | Best Latin Rock or Alternative Album        | Venceu    | [ 99 ] |
| 2023 | Motomami (Rosalía Tiktok Live Performance) | Best Music Film                             | Indicado  | [ 99 ] |

### Grammy Latino
| Ano  | Nomeação                                   | Categoria                         | Resultado | Ref.    |
| ---- | ------------------------------------------ | --------------------------------- | --------- | ------- |
| 2017 | Ela mesma                                  | Best New Artist                   | Indicado  | [ 100 ] |
| 2018 | Malamente                                  | Record of the Year                | Indicado  | [ 101 ] |
| 2018 | Malamente                                  | Song of the Year                  | Indicado  | [ 101 ] |
| 2018 | Malamente                                  | Best Alternative Song             | Venceu    | [ 101 ] |
| 2018 | Malamente                                  | Best Urban Fusion/Performance     | Venceu    | [ 101 ] |
| 2018 | Malamente                                  | Best Short Form Music Video       | Indicado  | [ 101 ] |
| 2019 | El Mal Querer                              | Album of the Year                 | Venceu    | [ 102 ] |
| 2019 | El Mal Querer                              | Best Contemporary Pop Vocal Album | Venceu    | [ 102 ] |
| 2019 | Aute Cuture                                | Record of the Year                | Indicado  | [ 102 ] |
| 2019 | Pienso en tu mirá                          | Best Pop Song                     | Indicado  | [ 102 ] |
| 2019 | Con Altura                                 | Best Urban Song                   | Venceu    | [ 102 ] |
| 2020 | Yo x Ti, Tu x Mi                           | Best Urban Song                   | Venceu    | [ 103 ] |
| 2020 | Yo x Ti, Tu x Mi                           | Best Urban Fusion/Performance     | Venceu    | [ 103 ] |
| 2020 | Dolerme                                    | Best Pop/Rock Song                | Indicado  | [ 103 ] |
| 2020 | TKN                                        | Best Short Form Music Video       | Venceu    | [ 103 ] |
| 2021 | Motomami                                   | Album of the Year                 | Venceu    | [ 104 ] |
| 2021 | Motomami                                   | Best Alternative Music Album      | Venceu    | [ 104 ] |
| 2021 | Motomami                                   | Best Recording Package            | Venceu    | [ 104 ] |
| 2021 | Motomami                                   | Best Engineered Album             | Venceu    | [ 104 ] |
| 2021 | Hentai                                     | Song of the Year                  | Indicado  | [ 104 ] |
| 2021 | Hentai                                     | Best Alternative Song             | Indicado  | [ 104 ] |
| 2021 | Hentai                                     | Best Short Form Music Video       | Indicado  | [ 104 ] |
| 2021 | La Fama (com The Weeknd)                   | Record of the Year                | Indicado  | [ 104 ] |
| 2021 | Motomami (Rosalía Tiktok Live Performance) | Best Long Form Music Video        | Indicado  | [ 104 ] |
| 2023 | Despechá                                   | Record of the Year                | Indicado  | [ 105 ] |

## Turnês
- Los Ángeles Tour (2017–2018)
- El Mal Querer Tour (2019)
- Motomami World Tour (2022)

### Promocional
- El Mal Querer Live (2018)